# Stjärngallblomfluga
Stjärngallblomfluga (Pipiza noctiluca) är en tvåvingeart som först beskrevs av Carl von Linné 1758.  Stjärngallblomfluga ingår i släktet gallblomflugor, och familjen blomflugor.
Artens utbredningsområde är Sverige. Arten är reproducerande i Sverige. Inga underarter finns listade i Catalogue of Life.